# Chợ phố

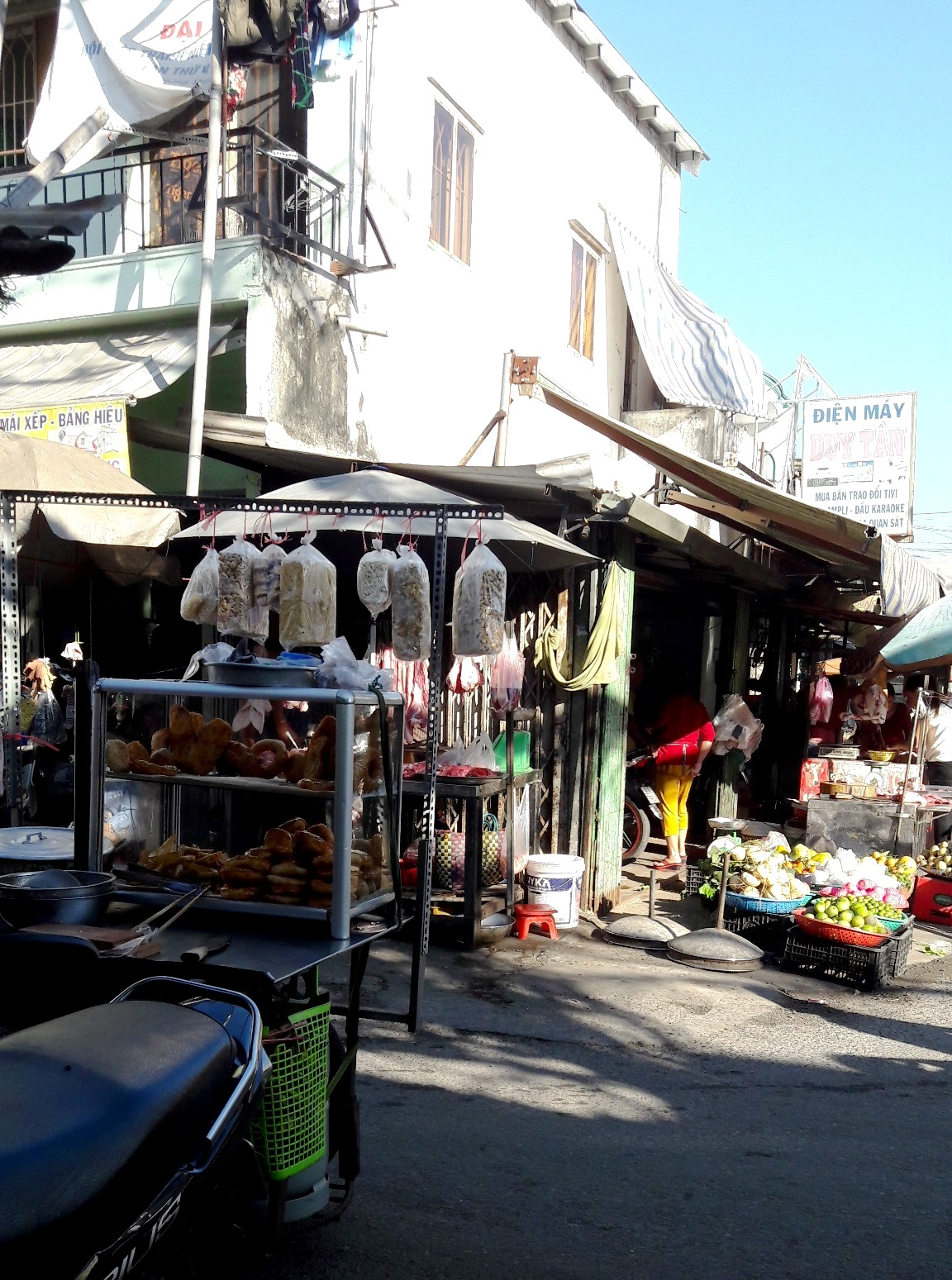
Một góc chợ phố ở Việt Nam

Chợ phố hay hội chợ đường phố (Street fair) là những loại chợ ngoài trời được hình thành một cách tự phát hoặc có quy hoạch trên những đường phố, giao lộ đông người qua lại, theo truyền thống thì loại hình chợ này tổ chức tại một quảng trường và thường được tổ chức vào những ngày đặc biệt trong tuần. Chợ thường bày bán các mặt hàng sinh hoạt, thức ăn làm sẵn, các loại nữ trang, mỹ phẩm, áo quần. Trong những dịp long trọng hơn thì Hội chợ đường phố được tổ chức tôn vinh bản sắc của một khu phố. Như tên gọi của nó, nó thường được tổ chức trên phố chính của một con phố. Thành phần chính của hội chợ đường phố là các gian hàng được sử dụng để bán hàng hóa (đặc biệt là thực phẩm các loại) hoặc quảng bá, một số hội chợ bao gồm các trò chơi lễ hội và diễu hành, nhiều nơi có nhạc sống và trình diễn khiêu vũ. Các hội chợ thường chỉ kéo dài không quá vài dãy nhà, mặc dù một số hội chợ, chẳng hạn như Lễ hội ẩm thực quốc tế Đại lộ số 9 ở Thành phố New York và Solano Stroll ở Bắc California, kéo dài hơn một dặm. Một hội chợ chỉ kéo dài một khối phố thường được gọi là bữa tiệc khối phố.

## Trên thế giới

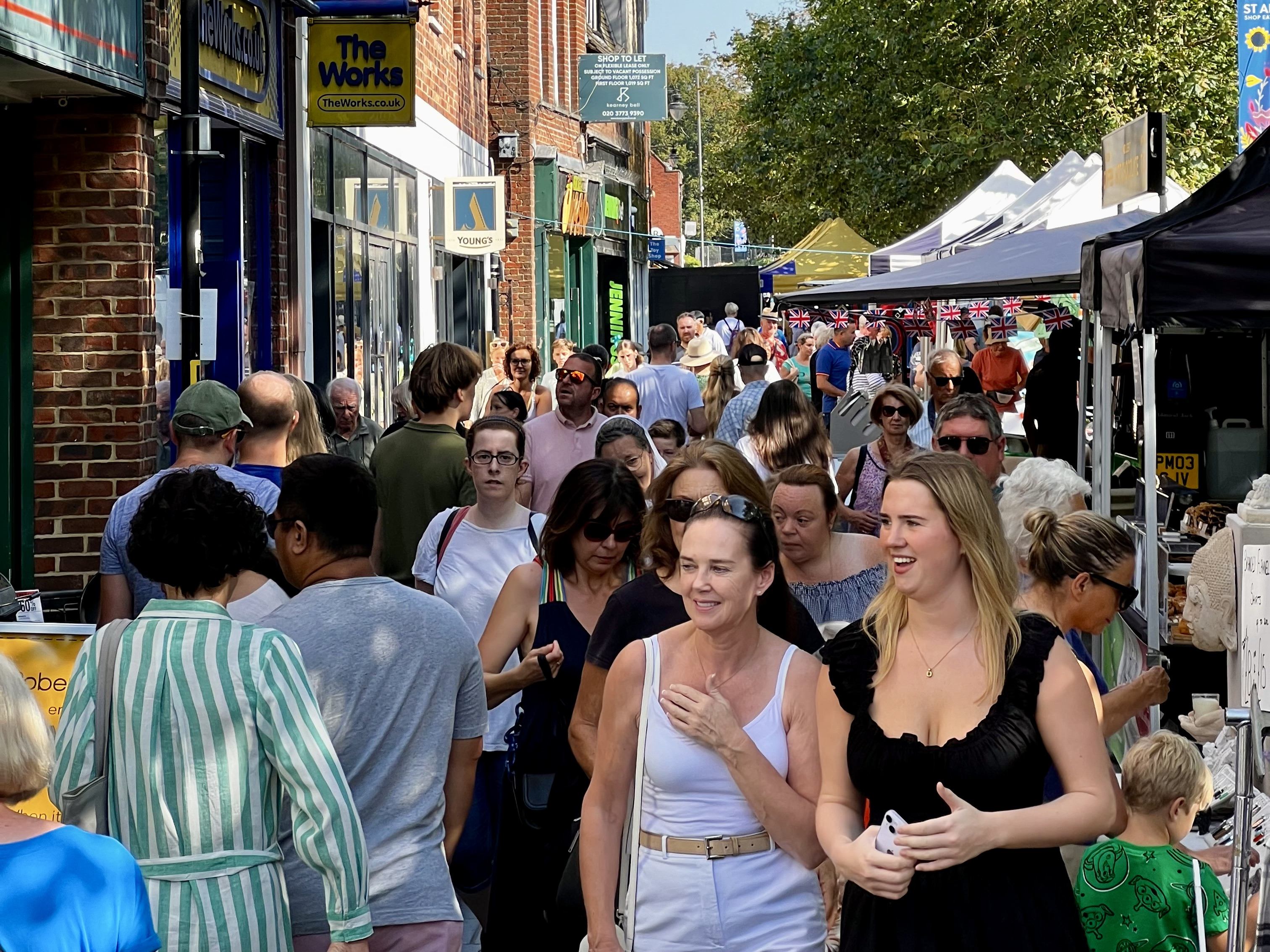
Chợ phố ở châu Âu

Chợ phố ở Hy Lạp được gọi là laikes agores (λαϊκές αγορές) ở số nhiều, hoặc λαϊκή αγορά (laiki agora) ở số ít, có nghĩa là "chợ dành cho bình dân". Nó đang rất phổ biến trên toàn Hy Lạp, bao gồm cả thủ đô Athens, và các vùng ngoại ô. Thường xuyên (hàng tuần) vào buổi sáng chợ bán các sản phẩm chủ yếu là sản phẩm tươi sống từ các hợp tác xã nông nghiệp - cây ăn quả, rau, cá và hoa/cây. Một số vật dụng gia đình và chuẩn bị thức ăn sẵn. Như là hình thức thực sự đầu tiên của hoạt động bán lẻ, nhiều người đã cố gắng tham gia kinh doanh tại chợ phố với một số vốn lớn. Tất cả bắt đầu từ một gian hàng. Hàng hóa được bán từ quần áo và phụ kiện đồ gia dụng, đồ gỗ, đồ chơi và nữ trang.
Chợ phố ở Hồng Kông được tổ chức tất cả các ngày trừ ngày lễ truyền thống của Trung Quốc như năm mới của Trung Quốc. Gian hàng mở tại hai bên đường phố đã được yêu cầu phải có giấy phép do Chính phủ Hồng Kông cấp. Ở Hồng Kông chợ phố của các loại hàng hóa khác nhau như thực phẩm tươi sống, quần áo, thực phẩm nấu chín, hoa, và thậm chí cả thiết bị điện tử. Ở Thổ Nhĩ Kỳ, chợ phố được gọi là pazar và thường được mở vào khoảng 05:00 ngày hôm đó cụ thể và kết thúc vào khoảng 18:00 cùng ngày, trong mỗi tuần. Mỗi huyện ở Thổ Nhĩ Kỳ có mở loại chợ này nơi mọi người có thể lựa chọn và mua từ một phạm vi rất rộng của các sản phẩm từ trái cây tươi và rau để quần áo, từ truyền thống pho mát trắng cho các hộ gia đình.

## Hình ảnh

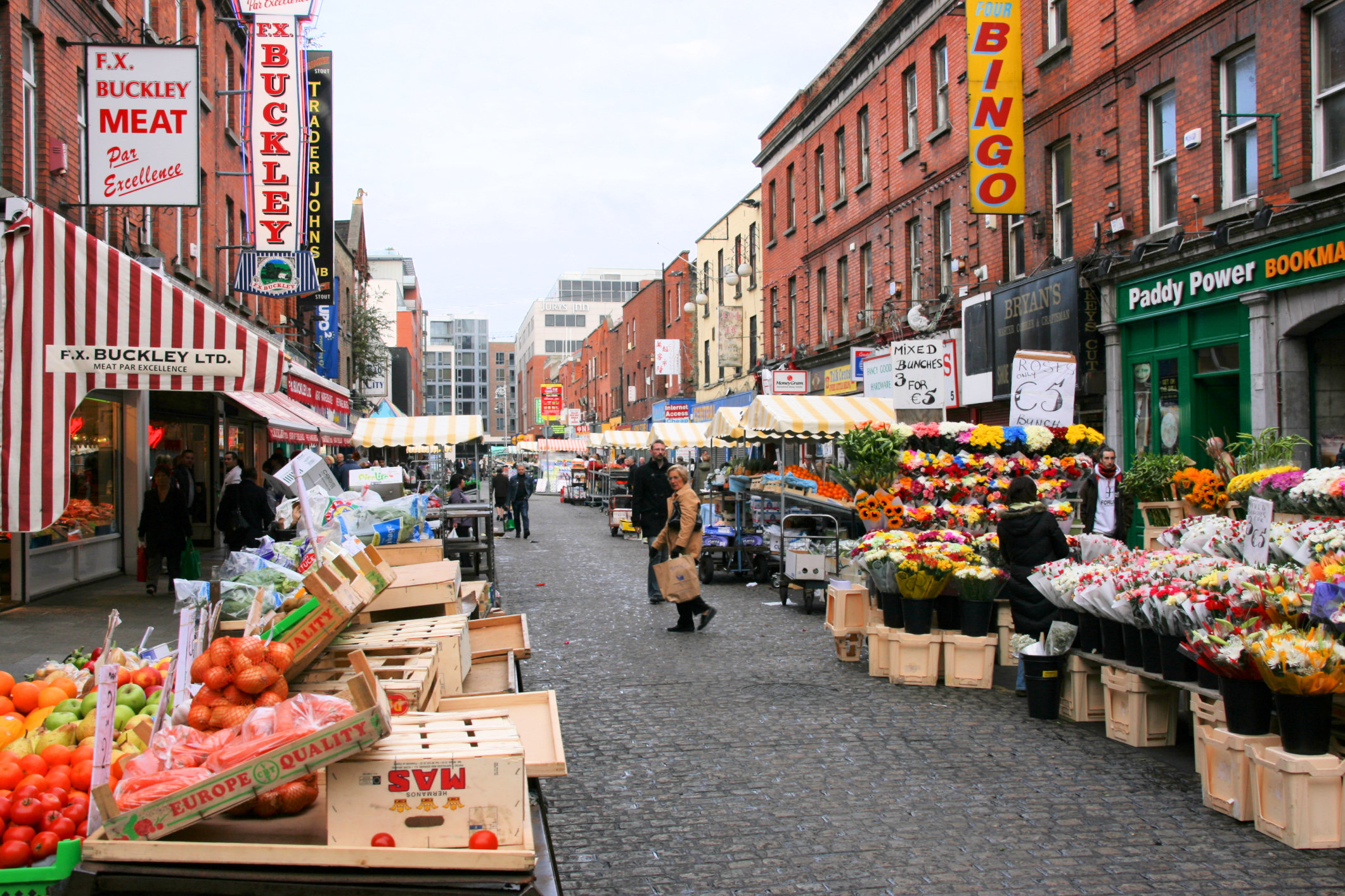
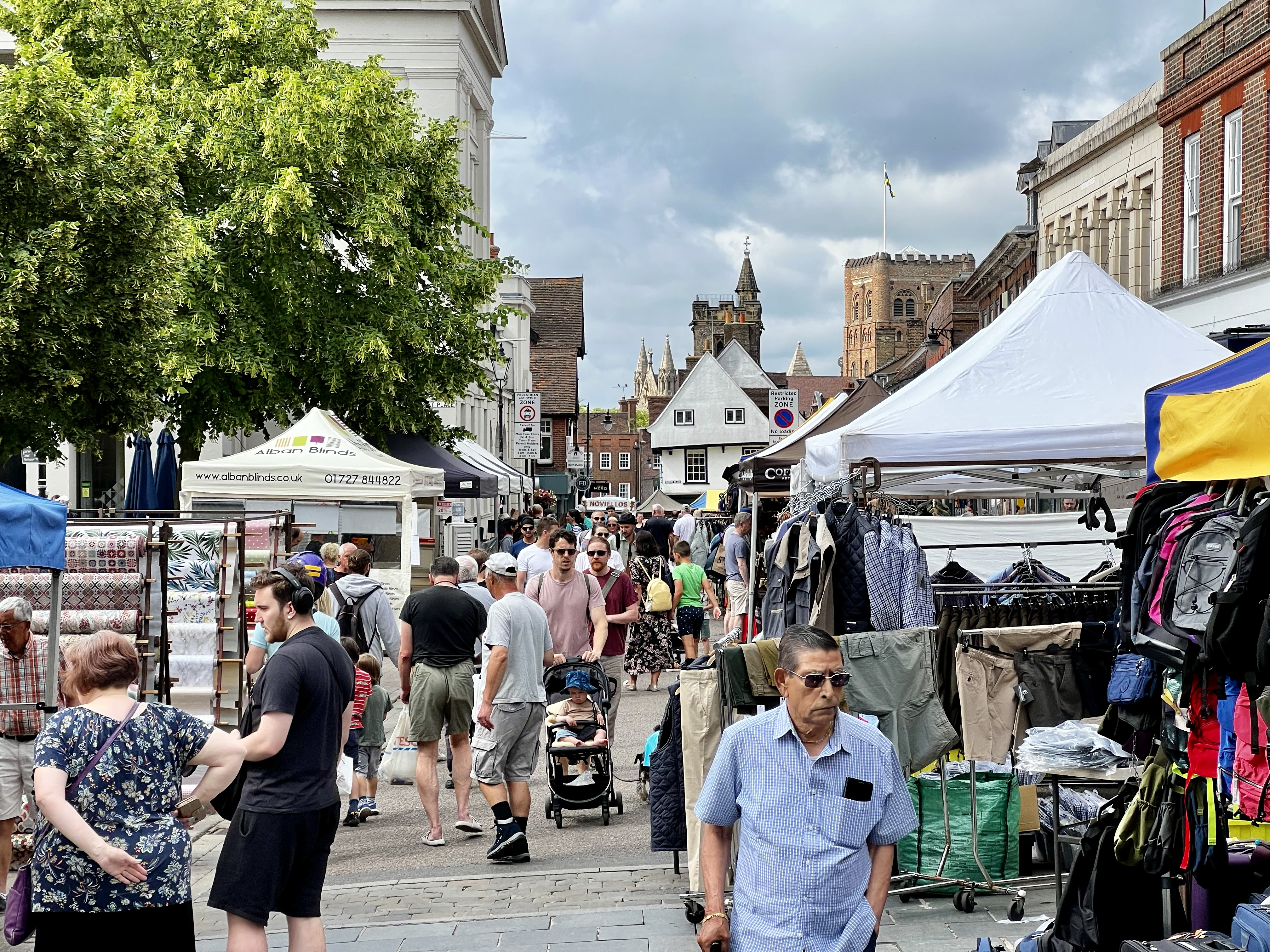
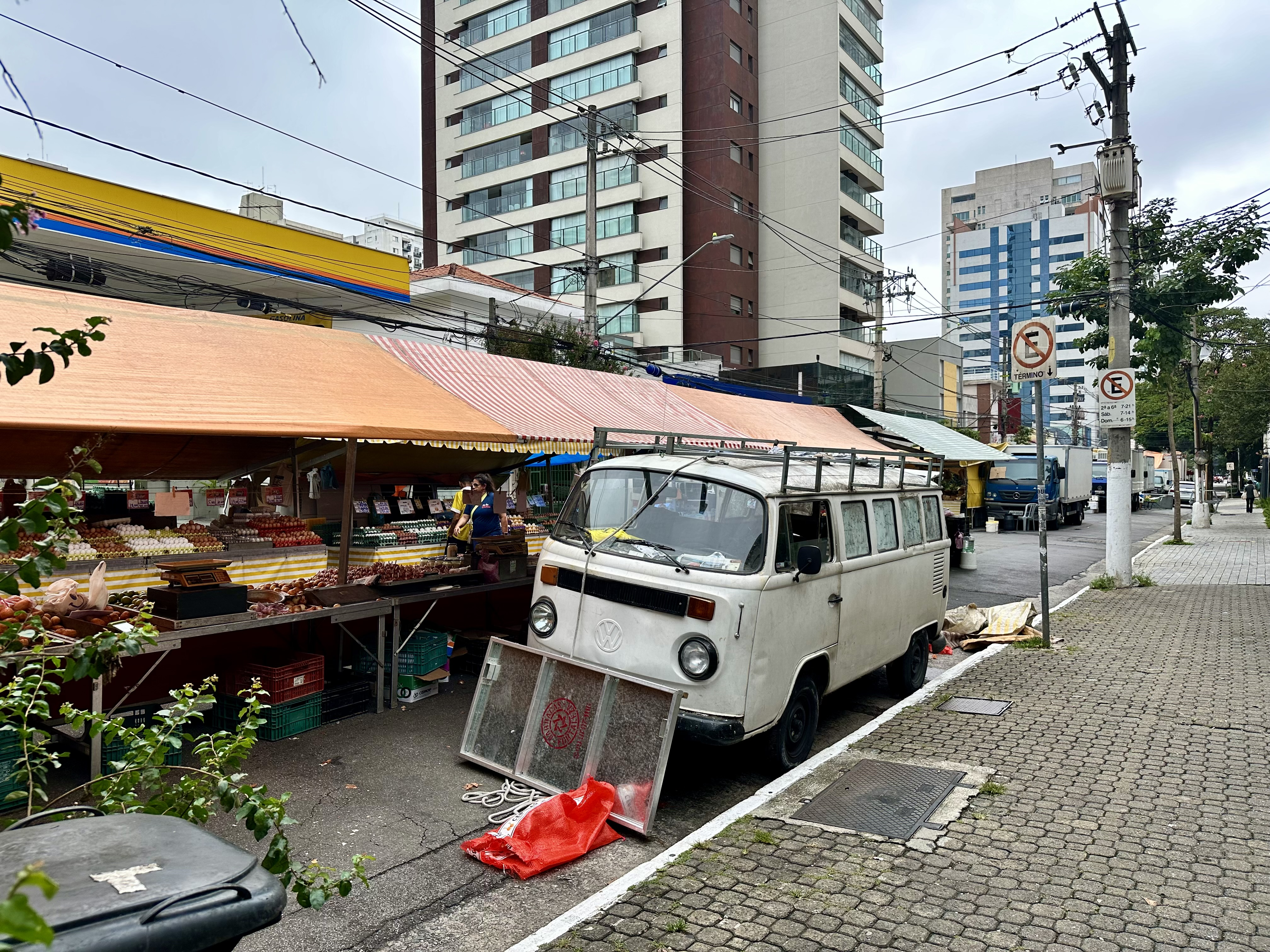
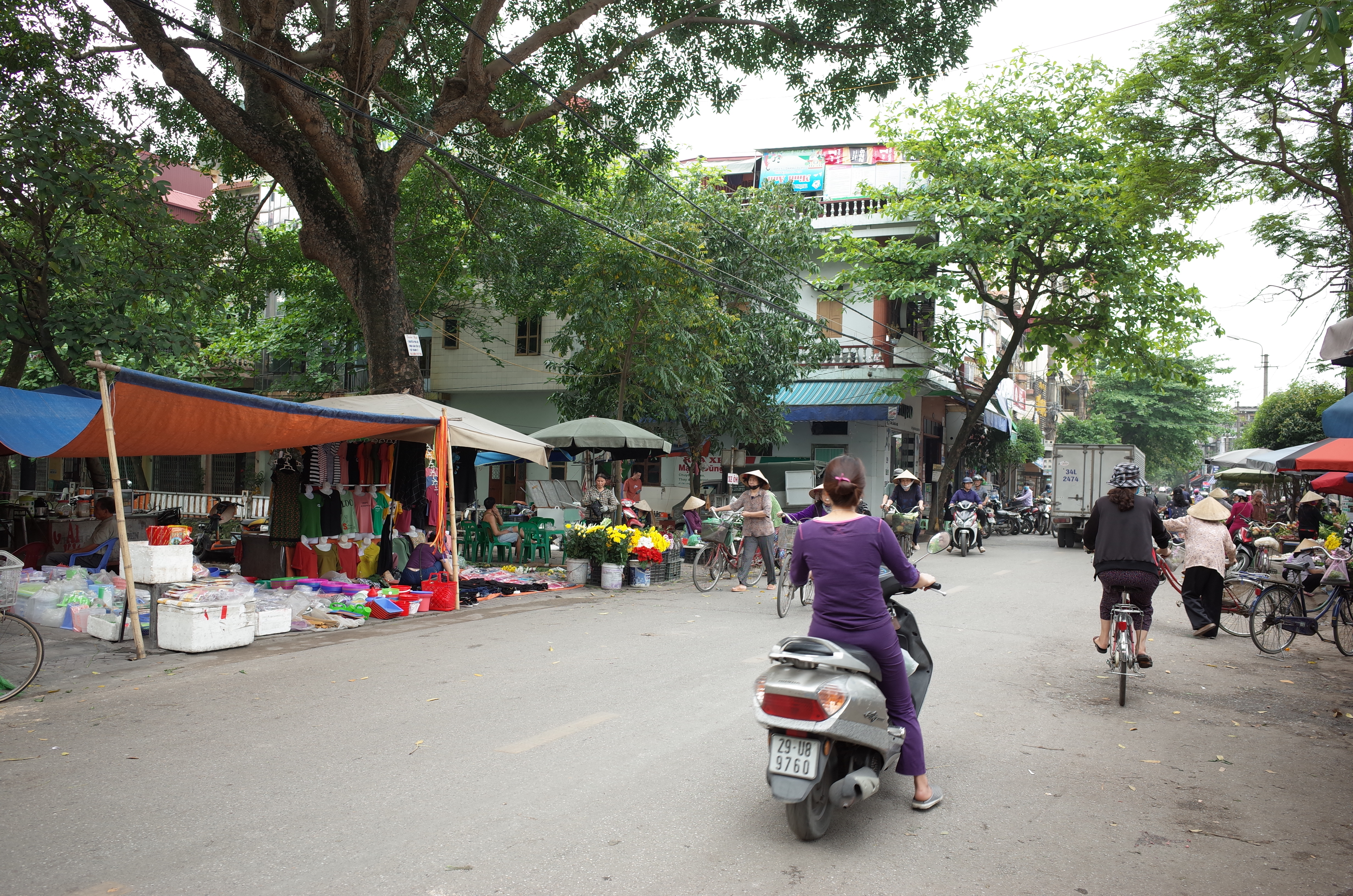
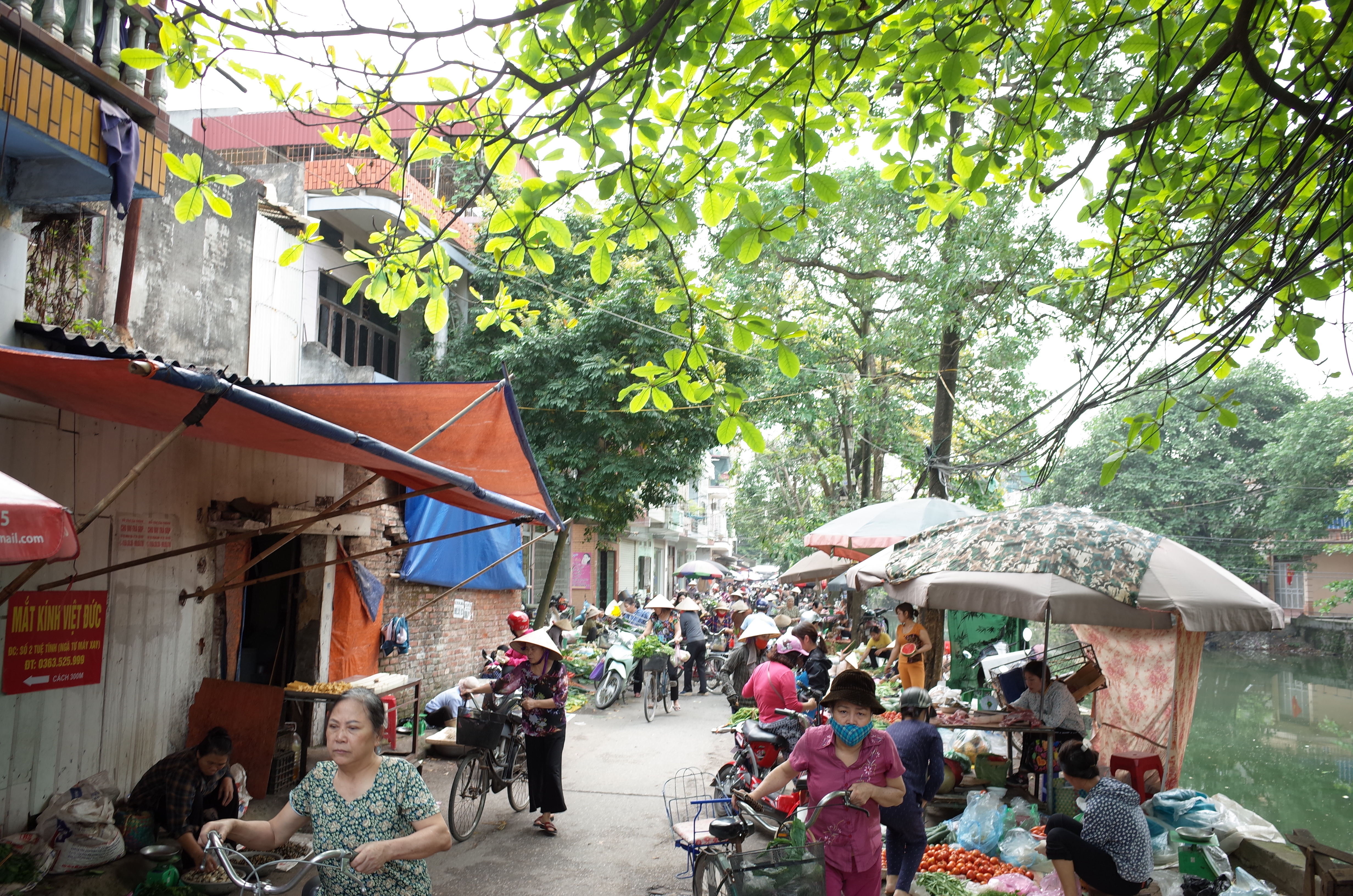
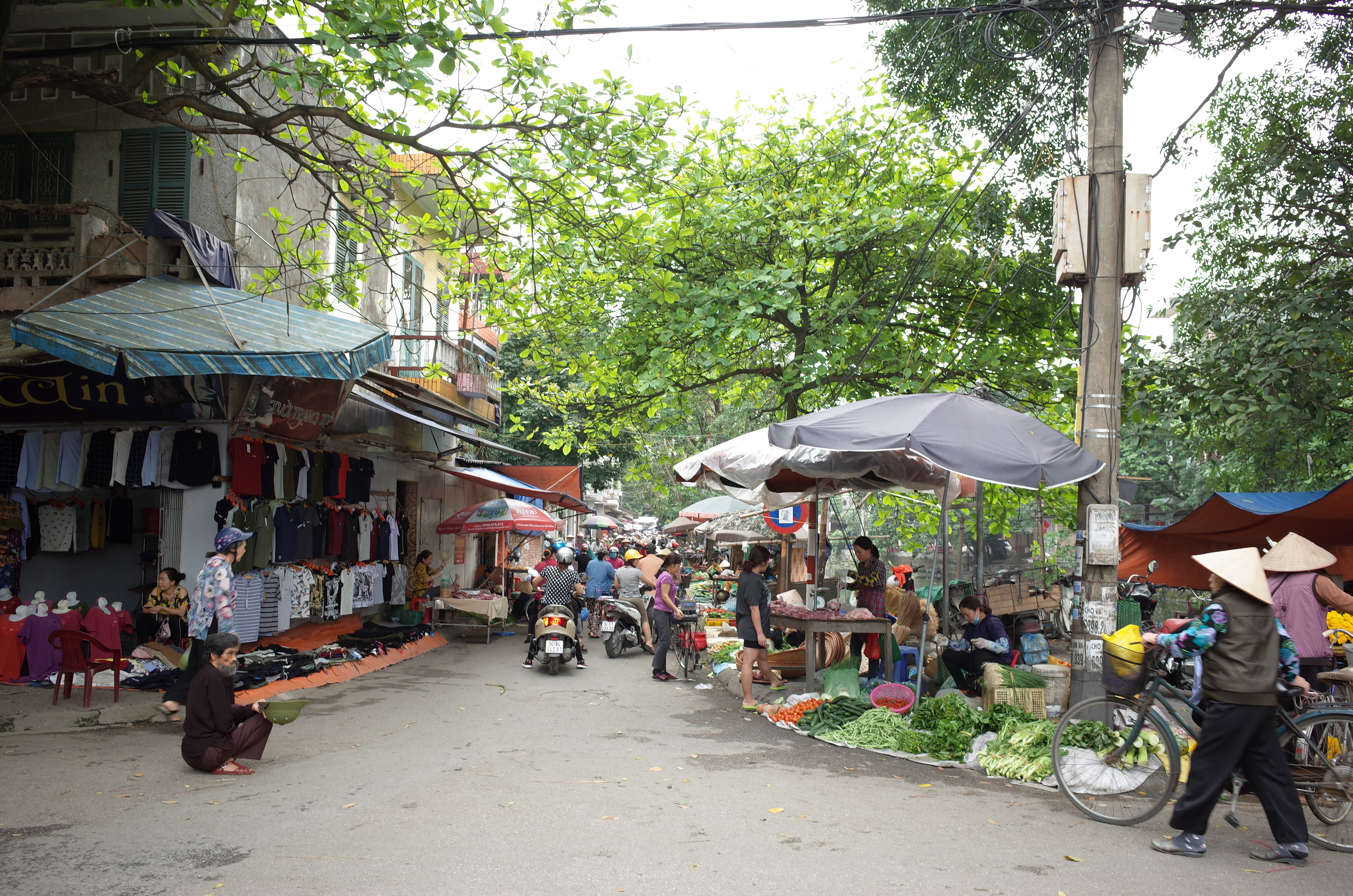
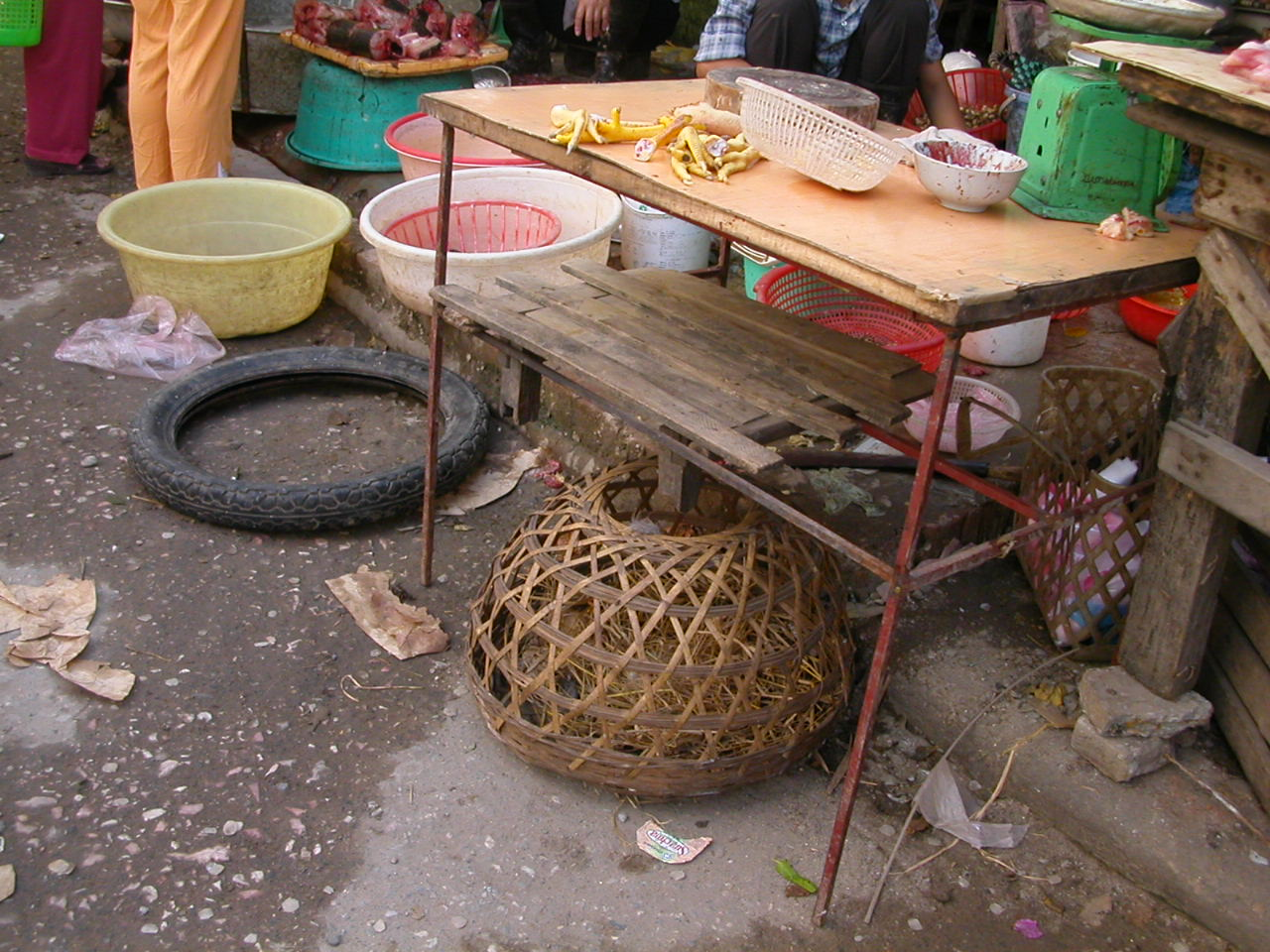
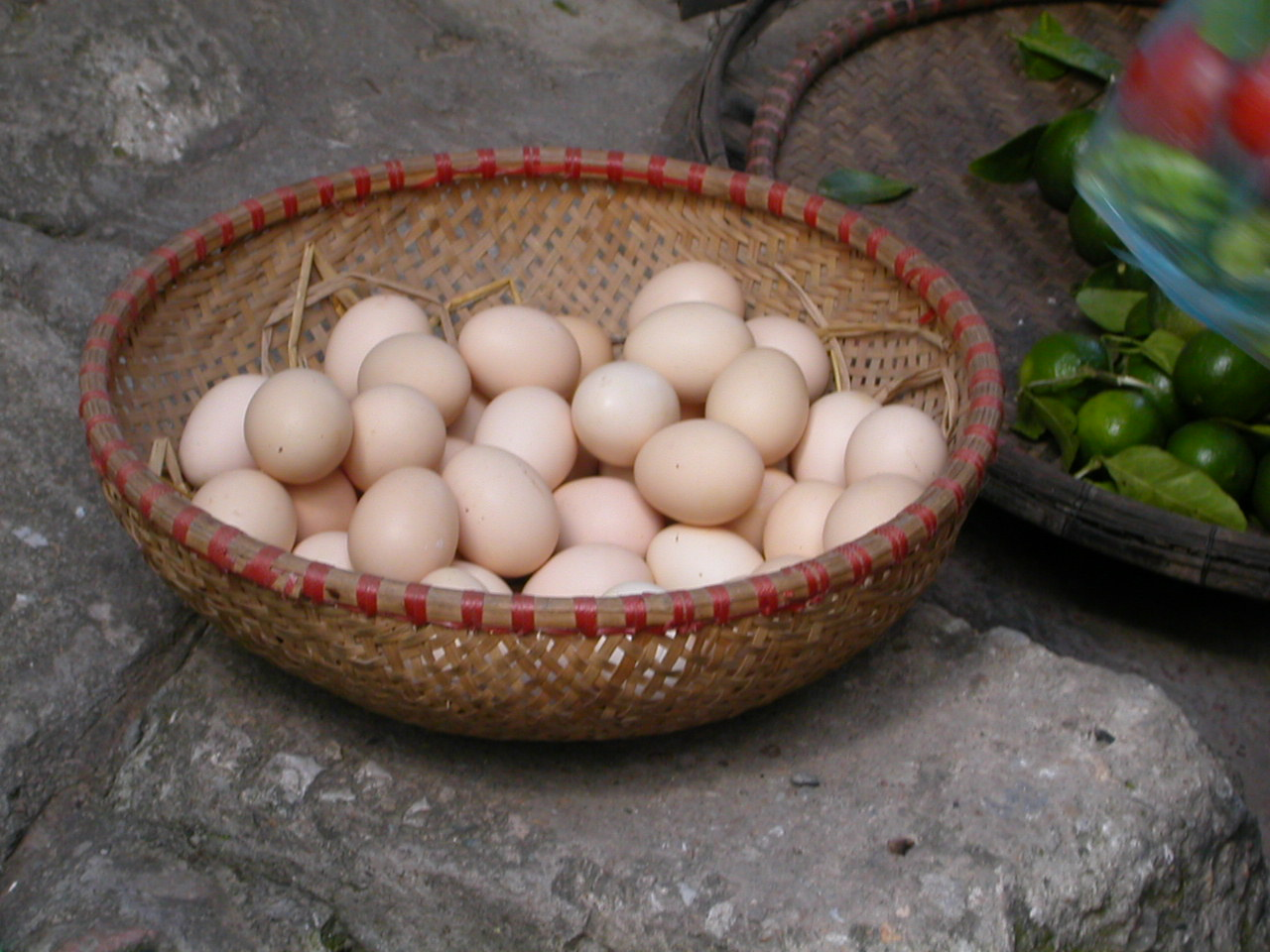
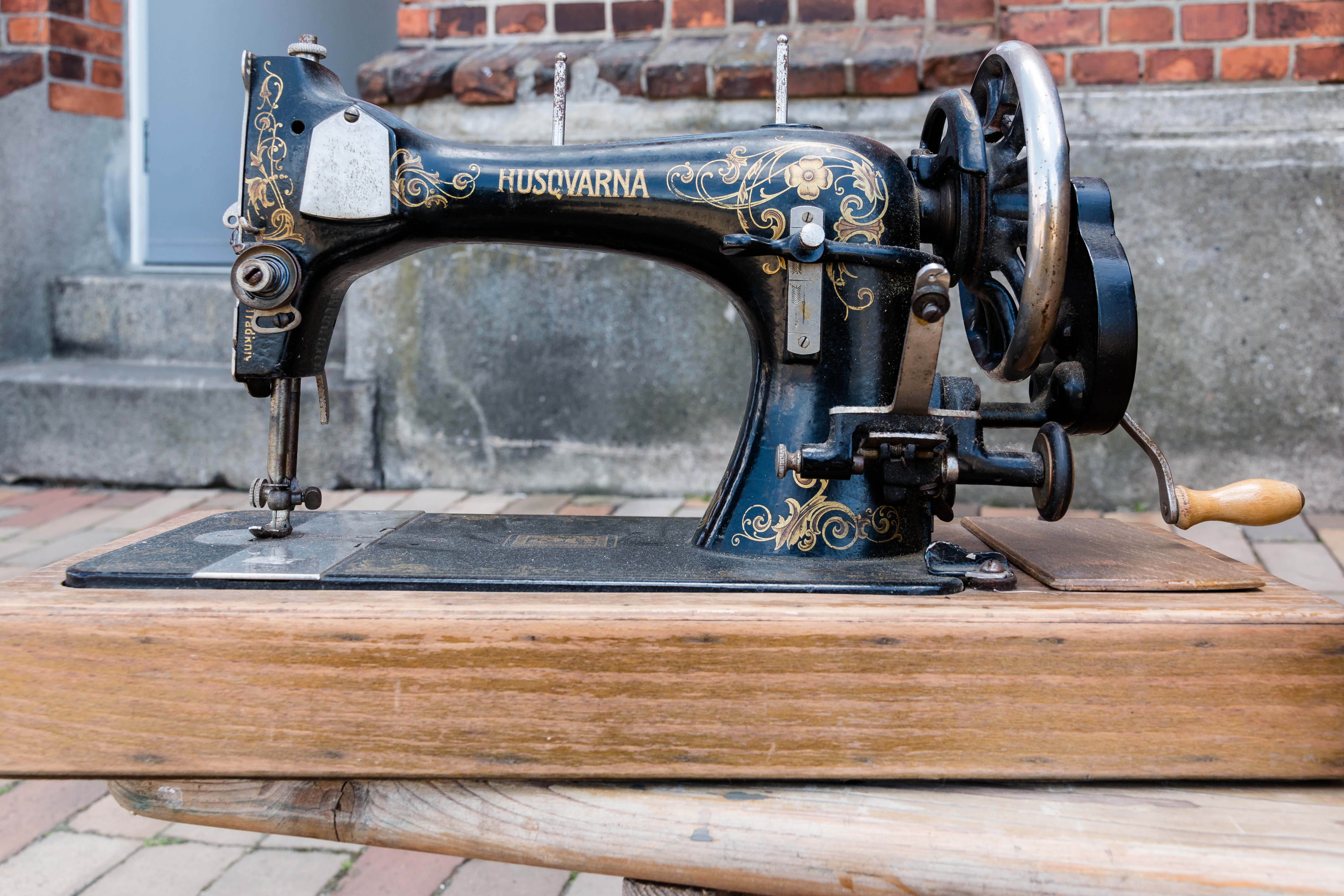
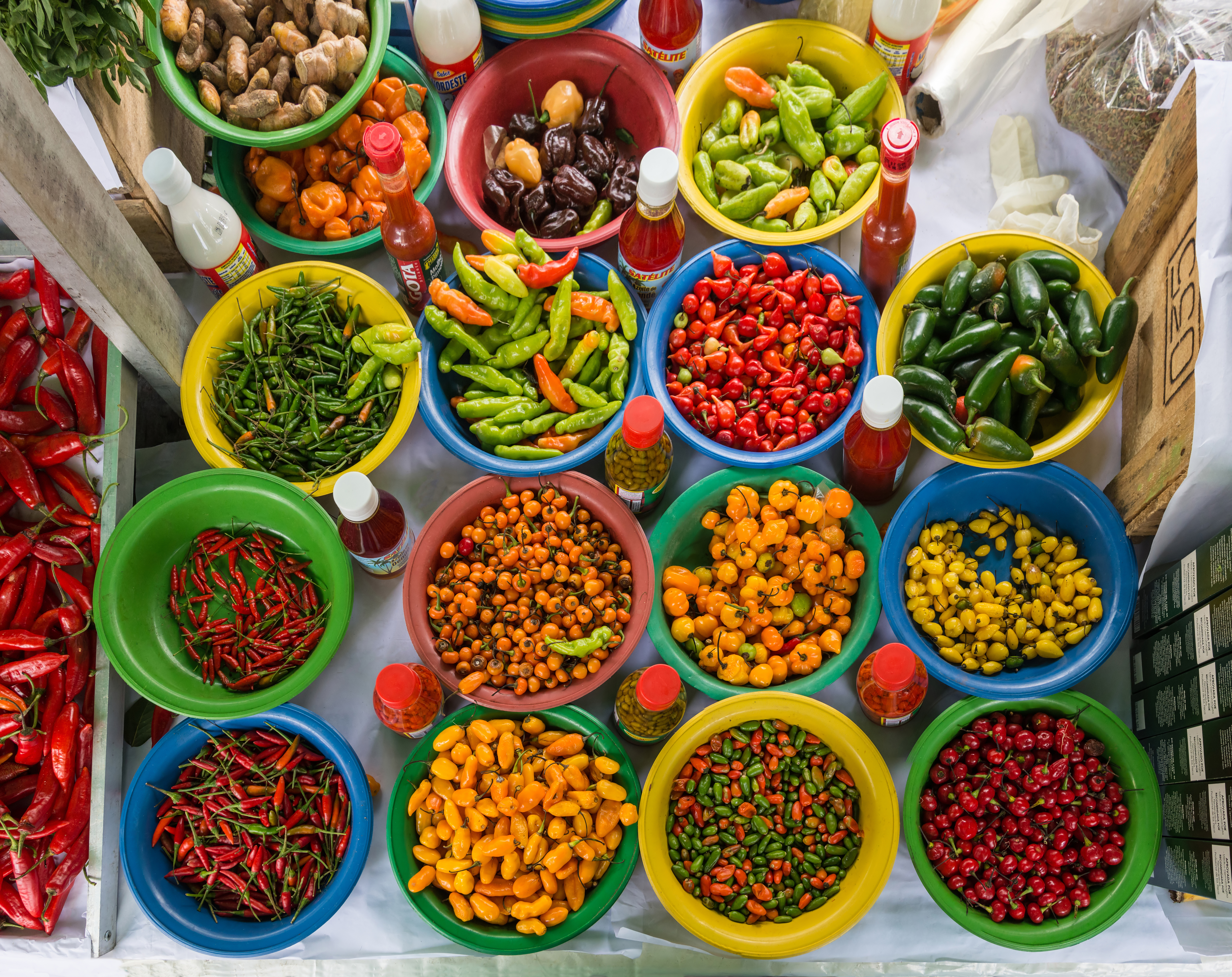
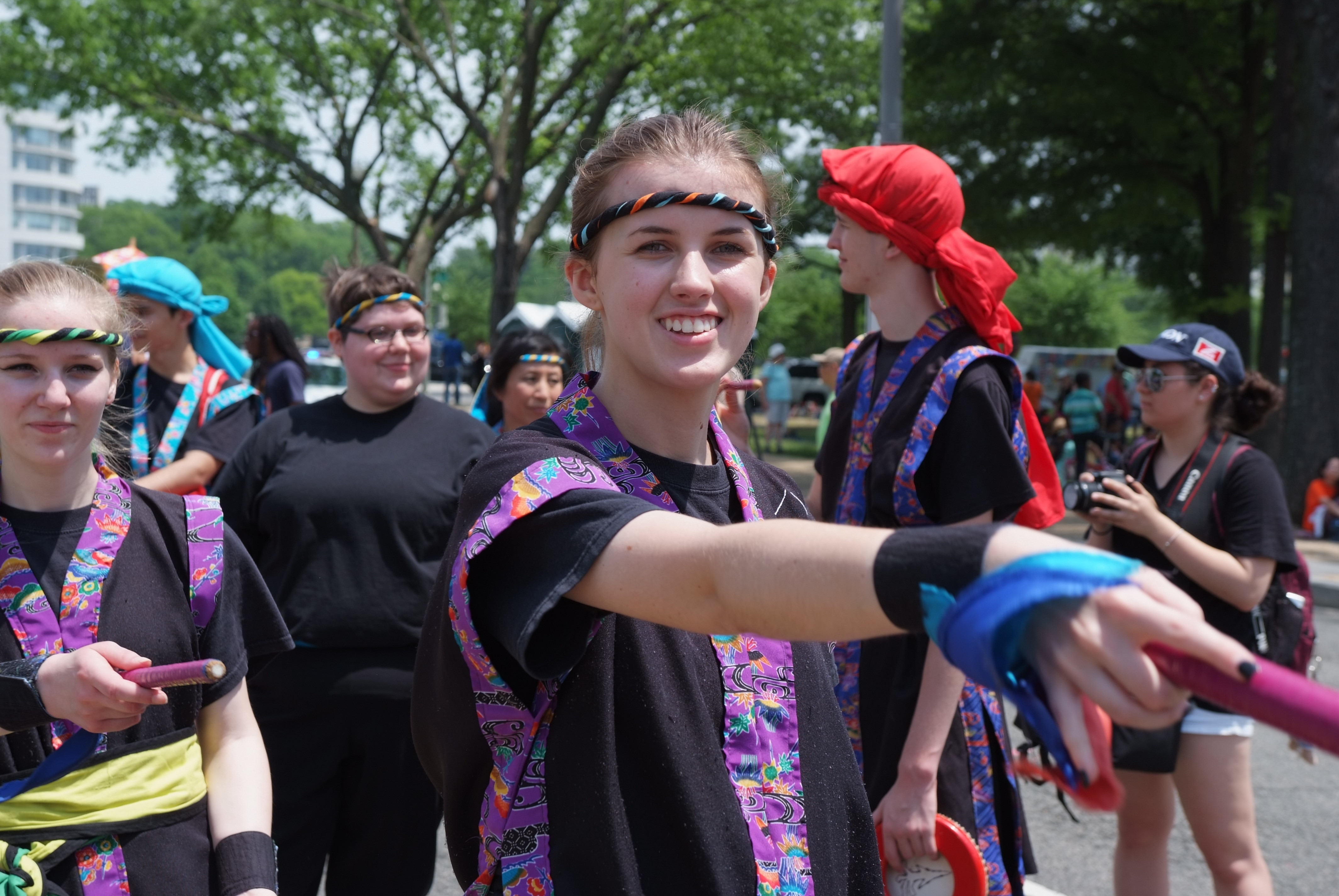